# Something Heavy Going Down
Something Heavy Going Down je třetí koncertní album nizozemské hardrockové skupiny Golden Earring, vydané v prosinci 1984 společností 21 Records. Nahráno bylo pomocí mobilního studia Mira Sound v červnu 1984. Album produkovali členové skupiny Golden Earring, na produkci písně „Something Heavy Going Down“ se podílel také Shell Schellekens, který s ní v té době pracoval i na studiových albech. V nizozemské hitparádě se umístilo na 26. příčce. V americké Billboard 200 dosáhlo 158.

## Seznam skladeb
Všechny skladby napsali Barry Hay a George Kooymans, pokud není uvedeno jinak.
| Pořadí         | Název                      | Autor          | Délka |
| -------------- | -------------------------- | -------------- | ----- |
| 1.             | Long Blond Animal          |                | 6:16  |
| 2.             | Twilight Zone              | Kooymans       | 9:37  |
| 3.             | When the Lady Smiles       |                | 6:08  |
| 4.             | Future                     | Kooymans       | 7:00  |
| 5.             | Something Heavy Going Down |                | 4:37  |
| 6.             | Enough Is Enough           |                | 4:10  |
| 7.             | Mission Impossible         | Kooymans       | 8:49  |
| 8.             | Radar Love                 |                | 9:33  |
| 9.             | Clear Night Moonlight      |                | 6:23  |
| Celková délka: | Celková délka:             | Celková délka: | 63:51 |

## Sestava
- Rinus Gerritsen – baskytara, klávesy
- Barry Hay – kytara, zpěv
- George Kooymans – kytara, zpěv
- Cesar Zuiderwijk – bicí